# Campo da calcio a 5

Il campo da calcio a 5.

Il campo da calcio a 5, definito anche come rettangolo di gioco, è la struttura destinata ad ospitare partite di calcio a 5.
Il terreno di gioco è delimitato con linee che segnano i limiti del campo stesso, delle due aree di porta, del centrocampo, e dei calci d'angolo. Al centro di ciascun lato minore del terreno di gioco sono situate le porte. Le linee devono essere spesse 8 centimetri ed il campo è diviso in due parti uguali dalla cosiddetta "linea mediana".
Il regolamento del calcio a 5 prevede che le misure del campo possano andare da un minimo di 25 metri di lunghezza per 15 di larghezza ad un massimo di 42 di lunghezza per 25 di larghezza. Tuttavia per le gare internazionali tale spettro di misure è ridotto a un minimo di 38 metri per 18, fino ad un massimo di 42 metri per 22. L'area di porta o area di rigore, è segnata da due "archi di circonferenza" di raggio di 6 metri, uniti da una linea parallela alla mediana; a distanza di 6 metri da ciascuna linea di porta è segnato il punto del calcio di rigore, mentre a distanza di 10 metri vi è quello del tiro libero. A livello amatoriale, e comunque anche a livello giovanile per gli atleti più piccoli, essendo ammesse anche le misure inferiori rispetto a quelle internazionali, nel caso in cui la larghezza del campo sia la minima di 15 metri, l'area di rigore avrà un raggio di soli 4 metri,ed il dischetto del rigore sarà posizionato al di fuori dell'area stessa, sempre alla distanza di 6 metri. È possibile notare questa curiosa situazione soprattutto nei campetti di calcio a 5 che spesso vengono ricavati nelle aree alle spalle delle porte nei campi di calcio a 11 circondati dalla pista di atletica.
La porta, fissata a terra, ha dimensioni di 3 metri di larghezza per due di altezza, con misurazione interna ai pali che devono avere spessore di 8 cm.
Le dimensioni del campo di calcio a 5 risentono fortemente di quelle precedentemente fissate all'inizio del '900 da Carl Schelenz e poi da Karl Diem, sia per la lunghezza e per la larghezza massima, sia per le aree di porta e la linea del tiro di punizione che nella versione FIFUSA/AMF ancora attualmente è a 9 metri dalla porta, mentre per la FIFA, che utilizza palloni con un maggiore rimbalzo, la linea è stata allontanata a 10 metri.
Considerando ancora l'ambito amatoriale, le massime misure internazionali 42x22 risultano davvero eccessive per chi gioca al solo fine ludico; capita perciò che nei vari centri sportivi privati (dove si possono trovare anche campi di m 42x25), campi con tali dimensioni siano indicati per partite 6vs6, con una conseguente modifica alle dimensioni delle porte (da 3x2 a 4x2) e della forma dell'area di rigore, rettangolare, che mantiene però invariate le sue dimensioni sui 6 metri. Non esiste alcuna indicazione ufficiale in merito. La scelta di diminuire la dimensione massima in larghezza da 25 metri a 22 metri a livello internazionale, deriva essenzialmente da due motivi: il primo riguarda un aspetto logistico sulle dimensioni interne degli impianti sportivi; il futsal è uno sport relativamente giovane, e tanti impianti non erano stati pensati per contenere dei campi da calcio a 5. Il secondo motivo riguarda invece motivi strettamente tecnici: 25 metri in larghezza, per giocare 5vs5 sono estremamente eccessivi da coprire per solo 4 giocatori di movimento. Questa misura calcolata sui 25 metri, nasce però con una logica: l'area di rigore ha una larghezza, lungo la linea di fondo campo, di 15 metri (12 metri totali per i raggi dei due archi che compongono l'area a cui sommare i 3 metri di larghezza della porta); la distanza a calcetto viene posta a 5 metri: aggiungendo perciò tale misura sui due lati dell'area di rigore, per trovare il punto di battuta del calcio d'angolo, si arriva al totale di 25 metri.
Solitamente il fondo degli impianti che ospitano il calcio a 5 di livello nazionale è in PVC, gomma o parquet, quest'ultimo è il fondo preferito degli impianti brasiliani mentre per le gare internazionali della UEFA e della FIFA di predilige il materiale sintetico solitamente colorato di azzurro per aumentare il contrasto sia con le linee del campo che con la sfera, in un gioco diventato sempre più veloce e frenetico.

## Decisioni dell'IFAB
Annoverato tra gli sport gestiti dall'IFAB per quanto riguarda il regolamento, il calcio a 5 della FIFA prevede che i due semicerchi che formano parte dell'area misurino solo 4 metri nel caso la larghezza del campo sia sotto i 16 metri. L'uso di manti erbosi anche sintetici è vietato per le gare internazionali.